# チャップリン対ヒックス
チャップリン対ヒックス[1911] 2 KB 786は、契約不履行の機会損失に対する損害賠償請求権に関するイギリス契約法判例である。
有名な俳優で劇場の支配人でもあったシーモア・ヒックスは、ある新聞の読者によって勝者が選ばれる美人コンテストに出場する女性の写真を募集した。彼は優勝者に女優としての仕事を与えると約束した。その後、チャップリンという女性が写真を提出し、その部門で1位になり、12人の最終選考候補者の1人として検討される資格を得た。しかし、その通知が彼女に届いたのが遅すぎたため、彼女はヒックスとの面会はできなかった。彼女は契約に選ばれる機会を失ったことに対する補償として、ヒックスを契約違反で訴えた。

## 判決
控訴院は、コンテストで優勝するチャンスを失ったことに対する100ポンドの賠償金を陪審が命じた判決を支持した。
ヴォーン・ウィリアムズ判事は、損害賠償は(1)関連性がうすい、または(2)評価不可能であるとの主張を退けた。

## 判例の適用
計画許可に関する事件では、オバジ対スタンボロー開発会社（1993）がある。スタンボロー社は計画許可を申請しなかったという契約違反を犯していた。オバジは、利益損失、すなわち用地の価値とそのために支払わなければならなかった金額との差額の回復を求めた。ウィリアム・ブラックバーン裁判長は、「単なる可能性」よりも実質的な可能性がある限り、被告の計画許可取得の可能性の評価と、チャップリン対ヒックス裁判のチャップリンの懸賞当選の可能性の評価に本質的な違いはないと考えた。本件では、オバジは現実的な可能性を示すことができなかったため、損害賠償額は最小限にとどまった。